# Mongools worstelen

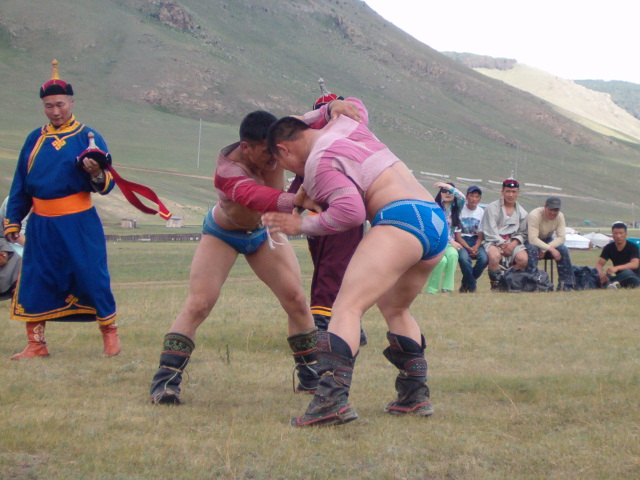
Mongools worstelen

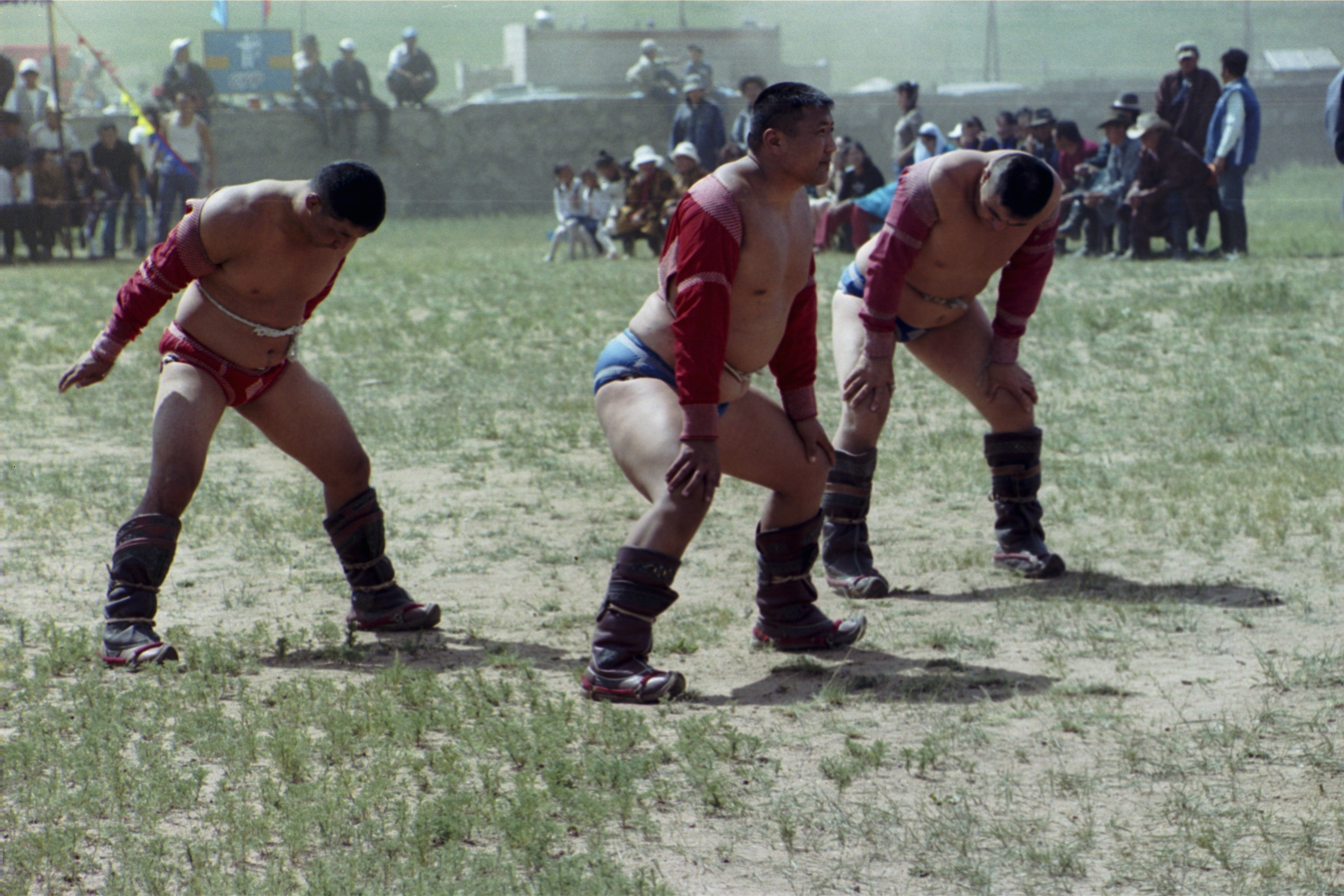
Mongoolse worstelaars

Mongools worstelen of Böke (Mongools: Бөке; worstelen) is een traditionele Mongoolse sport, die al eeuwen in Mongolië wordt beoefend. Het is een van de drie hoofdonderdelen tijdens het Naadam festival in juli.
Böke is een van de "Drie mannelijke vaardigheden" in Mongolië (de andere zijn boogschieten en paardrijden). Genghis Khan vond het worstelen een belangrijke manier om zijn leger in een goede psychische conditie te krijgen en strijdklaar te houden. Af en toe werd Böke gebruikt om van politieke rivalen af te komen. In de Mongoolse historie zijn verhalen van incidenten bekend, waarin de Khan politieke vijanden door een worstelwedstrijd doodde. Gedurende de Qing-dynastie (1646-1911) werden er door het keizerlijke hof regelmatige worstelwedstrijden gehouden, vooral tussen Mantsjoes en Mongoolse worstelaars.
Er zijn twee verschillende varianten van de sport, Mongools (in Mongolië) en Binnen Mongools (in Noord-China). Vanuit het Mongoolse worstelen zijn verschillende sporters in andere vechtsporten succesvol geworden, waaronder judo en sumoworstelen. De Mongoolse sumoworstelaar Asashōryū Akinori (Dolgorsuren Dagvadorj, Долгорсүрэн Дагвадорж) is momenteel  de enige actieve Yokozuna (de hoogste rang) ter wereld.
Bij het Mongools worstelen heeft de deelnemer verloren, die het eerst met zijn rug en schouder de grond aanraakt. De winnaar maakt een demonstratief rondedansje, waarbij hij zijn armen wijdgespreid op en neer beweegt alsof hij een vliegende adelaar is.